# Bouches de Bonifacio
Pour les articles homonymes, voir Bouches et Bonifacio (homonymie).
Les bouches de Bonifacio sont un détroit de la mer Tyrrhénienne séparant l'île de Sardaigne  (Italie) de l'île de Corse (France), îles qui sont distantes de seulement 11 à 13 kilomètres pour une profondeur maximale de 100 mètres. Elles tiennent leur nom de la ville la plus méridionale de Corse, Bonifacio.
Le détroit communique à l'ouest avec la mer Méditerranée (mer de Sardaigne). Il a une largeur de 12  à   16 kilomètres.
À l'embouchure orientale, se trouvent les îles italiennes de l'archipel de La Maddalena et les îles françaises de Cavallo et Lavezzi.
Ce bras de mer est très connu des navigateurs pour la dangerosité de ses eaux où sont disséminés de nombreux rochers et où les courants sont très forts et très brutaux. 
Les bouches de Bonifacio font partie de l'Initiative des Détroits d'Europe (European Straits Initiative), lancée en 2009 et regroupant huit détroits européens de la mer Baltique à la mer Méditerranée.

## Histoire

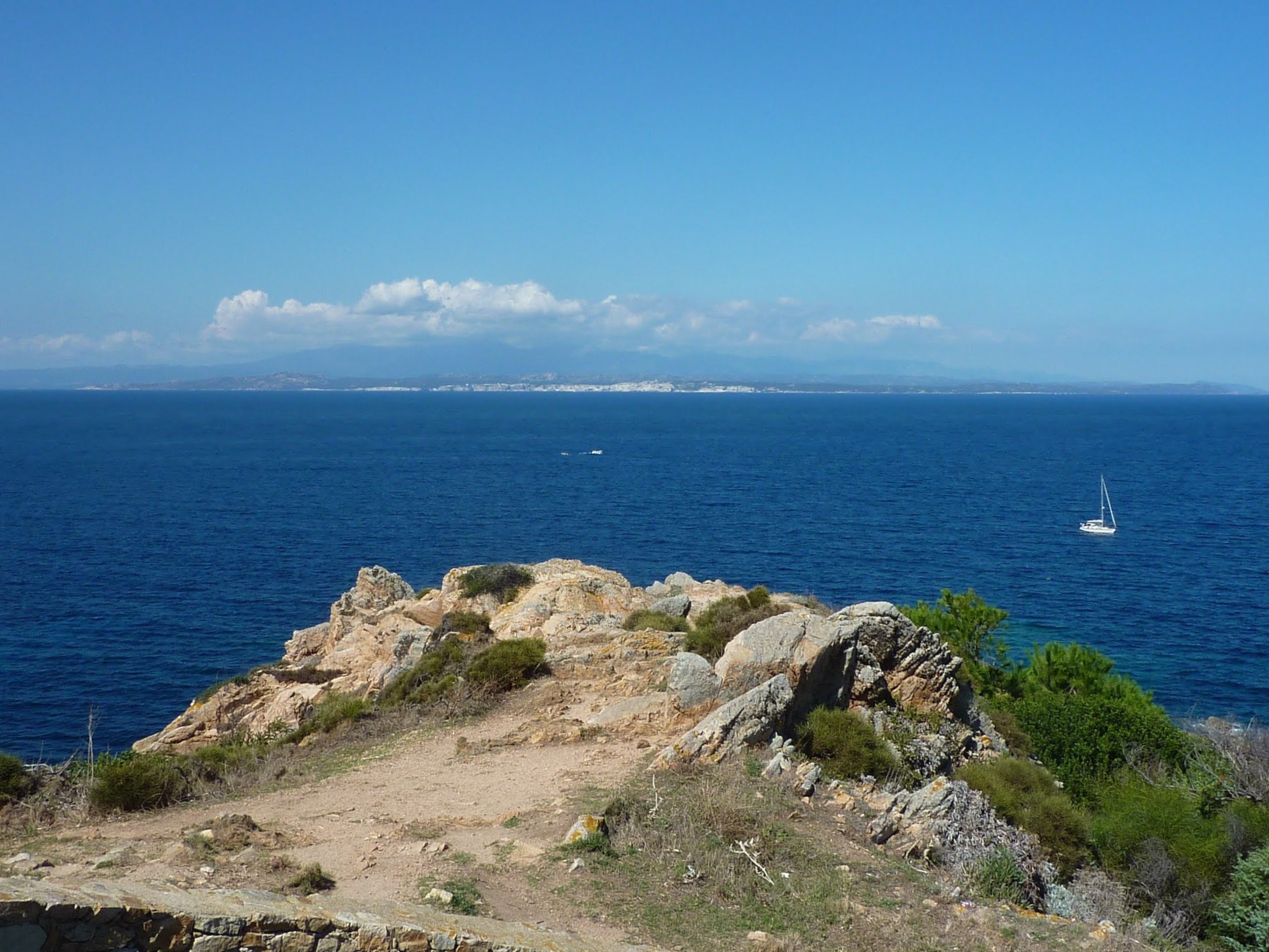
Les bouches de Bonifacio depuis le Capo Testa de Santa Teresa Gallura en Sardaigne.

La dangerosité des bouches de Bonifacio n'est en rien hypothétique puisque sa traversée fut notamment fatale à la frégate française Sémillante qui, le 15 février 1855, partant de Toulon pour la mer Noire afin d'aller participer à la guerre de Crimée, fut emportée contre les rochers des îles Lavezzi. Les 750 soldats de la mission périrent tous dans cet accident. 
Chaque année, environ 3 000 bateaux transportant des cargaisons dangereuses traversent les bouches de Bonifacio. Les gouvernements français et italien ont, après le naufrage d'un navire marchand en 1993, engagé une réflexion pour protéger le site. Le passage par ce détroit a été déclaré interdit aux embarcations sous pavillon français et italien transportant des produits polluants.
Pour sa part Greenpeace exige que ce règlement s’applique à tous les navires.

## Protection de l'environnement
- 1993 : les gouvernements français et italien entament un processus de protection du site, en interdisant unilatéralement le passage du détroit à tout navire battant pavillon français et italien et transportant des matières dangereuses.  S'agissant d'un détroit international, la France et l'Italie ne peuvent cependant pas interdire le trafic de navires battant pavillon d'un État tiers. Près de 20 ans après, sur les 3 000 navires environ empruntant annuellement les bouches de Bonifacio, entre Corse et Sardaigne, 300 environ transportent des substances dangereuses, dont hydrocarbures et produits chimiques.
- En juin 2010, Jean-Louis Borloo, ministre de l'Écologie, de l'Énergie, du Développement durable et de la Mer, et Stefania Prestigiacomo, ministre italienne de l’Environnement et de la Mer, signent un accord pour la protection du détroit et conviennent de la création du premier parc marin international : le parc international marin des Bouches de Bonifacio, qui pourrait être le début d'une trame bleu marine et d'un réseau méditerranéen d'aires marines protégées, notamment demandé par Greenpeace  et le WWF. Cette démarche s’inscrit dans la dynamique du Grenelle de la mer lancé en France en février 2009.
- En août 2011, Nathalie Kosciusko-Morizet, ministre de l'Écologie, du Développement durable et des Transports, annonce le classement par l'Organisation maritime internationale (OMI) des bouches de Bonifacio en zone maritime particulièrement vulnérable (ZMPV). Ce statut juridique permet aux États côtiers, en l’occurrence la France et l'Italie, de proposer des mesures de protection associées, comme le pilotage obligatoire ou le contrôle du trafic de marchandises dangereuses, applicables à tous les navires (y compris ceux battant pavillon d'un État tiers).